# Chloé Bulleux
Chloé Bulleux (født 18. November 1991) er en fransk håndboldspiller som spiller for Siófok KC i Ungarn og det franske landshold.